# Goljat
Goljat je bil v stari zavezi filistejski vojak, ki se je na bojnem polju spopadel z Davidom. Goljat je bil ogromen človek, David pa je bil v času spopada še deček.
V zgodovini je bilo pogosto, da so se spopadi odločali tako, da sta se namesto celotne vojske spopadla le dva najboljša izbranca, rezultat tega boja pa je pomenil zmago ene od strani. David, ki je veljal za slabšega je takoj na začetku boja zadel Goljata s kamnom iz prače v čelo ter ga ubil. Nato mu je odrezal glavo ter tako odločil zmagovalca.
Izraz »David proti Goljatu« se še danes uporablja za opis dveh neenakovrednih nasprotnikov.